# Ясногорское сельское поселение
Ясного́рское сельское поселение — упразднённое муниципальное образование в Кемеровском районе Кемеровской области. Административный центр — посёлок Ясногорский.
На территории посёлка Ясногорский расположены Кемеровская и Ясногорская птицефабрики.

## История
Ясногорское сельское поселение образовано 17 декабря 2004 года в соответствии с Законом Кемеровской области № 104-ОЗ.

## Население
| 2010  | 2011  | 2012  | 2013  | 2014  | 2015  | 2016  |
| ----- | ----- | ----- | ----- | ----- | ----- | ----- |
| 7280  | ↗7291 | ↗7292 | ↗7341 | ↗7417 | ↘7334 | ↘7302 |
| 2017  | 2018  | 2019  |       |       |       |       |
| ↘7180 | ↘7006 | ↘6921 |       |       |       |       |

На территории поселения проживает 4987 человек, из них трудоспособного населения 2800 человек. Из неработающего населения проживает 1050 пенсионеров, детей до 18 лет — 1067, из них 302 дошкольника, 483 ученика, 308 студентов.
На территории расположены 2 общеобразовательные школы, 2 детских сада, 2 дома культуры, 2 медпункта, одна библиотека, 14 торговых точек, 1 почтовое отделение связи.

## Состав сельского поселения
| № | Населённый пункт | Тип населённого пункта          | Население |
| - | ---------------- | ------------------------------- | --------- |
| 1 | Буреничево       | разъезд                         | 193       |
| 2 | Камышная         | деревня                         | 417       |
| 3 | Мазурово         | село                            | 1108      |
| 4 | Пригородный      | посёлок                         | 2387      |
| 5 | Ясногорский      | посёлок, административный центр | ↗3175     |